# Bertran de Marselha
Bertran de Marselha o de Marcilia o in dialetto gevaudanese Bertrans de Masselha, italianizzato in Bertrando di Marsiglia (fl. XIII secolo), è stato priore e maestro nel convento di Sainte-Enimie (Lozère) e trovatore in lingua occitana, attivo all'inizio del XIII secolo.
Originario del Gévaudan, è noto soprattutto per il suo poema agiografico La vida de Santa Enimia.

## Biografia
Bertran è stato per molto tempo considerato un trovatore provenzale félibre, originario di Marsiglia che, avendo soggiornato al Monastero dei benedettini di Saint'Enimia, aveva composto questo poema per ringraziarli della loro ospitalità.
Ma nel 1954 Clovis Brunel dimostra che in realtà Bertran era gévaudanese, chierico e balivo di Étienne II, vescovo di Mende, verso il 1230-1240.
Tale sua origine inedita viene avvalorata nel 1957 da una probante scoperta in antichi documenti dove viene menzionato il nome «Marcilia», una forciae (fortezza) situata nella valle del Tarn.
Infine, nel 1964, Marcilia viene localizzata con esattezza: a circa 500 metri ad ovest del villaggio di Volcégur (comune di Saint-Pierre-des-Tripiers) sul Causse Méjean, André Soutou scopre le rovine del casale fortificato dove nacque Bertran.

## La vida de Santa Enimia
Si tratta di un poema composto molto precisamente di 2000 versi ottonari a rime baciate, scritto nella lingua occitana locale del Gévaudan meridionale. Bertran ci indica di averlo scritto su richiesta del priore e dei monaci del monastero di Sainte-Enimie.
I suoi primi versi introduttivi de La vida de Santa Enimia ci forniscono informazioni ulteriori su di Bertran, dicendoci che egli è «maïstre», vale a dire laureato universitario e che sa leggere il latino, dato che il suo poema è un adattamento di una vita della santa.
            Ad honor d'una gloriosa

            verge sancta, de Christ esposa,

            que fo Enimia nominada,

            de Fransa de rehal linhada,

            trais aquest Romans de Lati,

            per rima, si com es aysi,

            maistre Bertrans de Massella,

            ab gran trebalha et ab velha,

            Ca qui sab be e non lessenha

            segon la ley de Dyeu non renha;

            per que trais maystre Bertrans

            de lati totz aquestz romans.

 [...]